# Хемелхаузен
Хемелхаузен (њем. Hämelhausen) општина је у њемачкој савезној држави Доња Саксонија. Једно је од 36 општинских средишта округа Нинбург (Везер). Према процјени из 2010. у општини је живјело 571 становника. Посједује регионалну шифру (AGS) 3256009.

## Географски и демографски подаци
Хемелхаузен се налази у савезној држави Доња Саксонија у округу Нинбург (Везер). Општина се налази на надморској висини од 19 метара. Површина општине износи 9,1 km². У самом мјесту је, према процјени из 2010. године, живјело 571 становника. Просјечна густина становништва износи 63 становника/km².